# Рихтер, Бертон
Бертон Ри́хтер (англ. Burton Richter; 22 марта 1931, Нью-Йорк, США — 18 июля 2018, Станфорд, штат Калифорния, США) — американский физик, лауреат Нобелевской премии по физике в 1976 году, совместно с Самюэлем Тингом «за основополагающий вклад в работу по открытию тяжёлой элементарной частицы нового типа».
Член Национальной академии наук США (1977).

## Биография
Рихтер родился в еврейской семье в нью-йоркском боро Бруклин и вырос в другом нью-йоркском районе Куинса. Его родителями были рабочий-текстильщик Авраам Рихтер и Фанни Рихтер (в девичестве Поллак). Он окончил среднюю школу Far Rockaway,в которой также учились будущие нобелевские лауреаты Барух Самуэль Бламберг и Ричард Фейнман. Затем Рихтер посещал колледж Академия Мерсерсбурга в Пенсильвании, после чего продолжил обучение. Обучался в Массачусетском технологическом институте, где получил степень бакалавра в 1952 году и степень доктора в 1956 году. В дальнейшем работал в Стэнфордском центре линейного ускорителя, которым руководил с 1984 года до 1999 год.
Был одним из активных участников реализации эксперимента на встречных пучках CBX (англ. Princeton-Stanford Colliding Beams eXperiment) — одного из первых в мире коллайдеров.
Во время своей профессуры в Стэнфордском университете Рихтер, совместно с Дэвидом Ритсоном и при поддержке Комиссии по атомной энергии США, руководил созданием электрон-позитронного коллайдера SPEAR (англ. Stanford Positron-Electron Asymmetric Ring). На этой машине была обнаружена новая элементарная частица, которую он назвал частицей пси (ψ). Эта же частица была одновременно открыта независимо от Рихтера под руководством Самюэля Тинга в лаборатории Брукхейвенской национальной лаборатории, и названа J. В настоящее время эта частица называется J/ψ. За данное открытие оба учёных были удостоены Нобелевской премии по физике в 1976 году.
С 1984 по 1999 годы был директором ускорительного центра SLAC (англ. Stanford Linear Accelerator Center) в Стэнфорде. В этот период в лаборатории был реализован проект линейного электрон-позитронного коллайдера SLC.
В 1992 году подписал «Предупреждение человечеству».
По состоянию на 2007 год Рихтер работал в правлении советников комитета учёных и инженеров США — организации, представляющей интересы науки в правительстве США.
Рихтер был членом независимой консультативной группы JASON и работал в совете директоров организации «Учёные и инженеры для Америки», ориентированной на продвижение науки в американском правительстве.
В мае 2007 года Рихтер посетил Иран, побывав в Технологическом университете имени Шарифа.
Бертон Рихтер вместе с Милдред Дрессельхаус стал лауреатом премии Энрико Ферми за 2010 год.
В 2013 году Рихтер прокомментировал открытое письмо учёных Тома Уигли, Керри Эмануэля, Кена Калдейры и Джеймса Хансена, раскритиковавших Ангелу Меркель за отказ от ядерной энергии.
В 2014 году Рихтер был среди жителей постоянного пенсионного центра по уходу за больными, подавших первую в истории США судебную жалобу, в которой оспаривалась финансовая практика продолжения ухода На слушании в Федеральном суде 9 сентября 2014 года адвокаты заявили, что Рихтер имеет право добиваться судебного решения относительно использования его денег..
Умер в Стэнфордской больнице в городе Стэнфорде, штат Калифорния, от сердечной недостаточности 18 июля 2018 года.

## Награды
- 1975 — Премия Эрнеста Лоуренса
- 1976 — Нобелевская премия по физике
- 2007 — AAAS Philip Hauge Abelson Prize[англ.]
- 2010 — Премия Энрико Ферми
- 2011 — Phi Beta Kappa Award in Science[англ.]
- 2012 — Национальная научная медаль США

## Избранные публикации
- Augustin J.-E. et al. Discovery of a Narrow Resonance in e+e− Annihilation // Physical Review Letters. — 1974. — Vol. 33. — P. 1406-1408. — doi:10.1103/PhysRevLett.33.1406.
- Abrams G.S. et al. Discovery of a Second Narrow Resonance in e+e− Annihilation // Physical Review Letters. — 1974. — Vol. 33. — P. 1453-1455. — doi:10.1103/PhysRevLett.33.1453.
- Perl M.L. et al. Evidence for Anomalous Lepton Production in e^+ — e− Annihilation // Physical Review Letters. — 1975. — Vol. 35. — P. 1489-1492. — doi:10.1103/PhysRevLett.35.1489.
- Рихтер Б. Нобелевская лекция: От ψ к очарованию (Эксперименты 1975–1976 гг.) // УФН. — 1978. — Т. 125. — С. 201-226. — doi:10.3367/UFNr.0125.197806a.0201.
- Рихтер Б. Следующее поколение ускорителей с электрон-позитронными встречными пучками // УФН. — 1980. — Т. 130. — С. 707-726. — doi:10.3367/UFNr.0130.198004e.0707.
- Schindler R.H. et al. Measurements of the properties of D-meson decays // Physical Review D. — 1981. — Vol. 24. — P. 78-97. — doi:10.1103/PhysRevD.24.78.
- Lockyer N.S. et al. Measurement of the Lifetime of Bottom Hadrons // Physical Review Letters. — 1983. — Vol. 51. — P. 1316-1319. — doi:10.1103/PhysRevLett.51.1316.
- Richter B. Beyond Smoke and Mirrors: Climate Changes and Energy in the 21st Century. — 2nd ed.. — Cambridge University Press, 2014. — ISBN 978-1-107-67372-4.